# Lipocosmodes fuliginosalis
Lipocosmodes fuliginosalis is een vlinder uit de familie van de grasmotten (Crambidae). De wetenschappelijke naam van de soort is voor het eerst in 1888 gepubliceerd door Charles Henry Fernald.
De soort komt voor in Canada (Ontario) en het oosten van de Verenigde Staten.